# Mecca-Cola
Mecca-Cola is een frisdrank met cola-smaak, die wordt gepresenteerd en verspreid als alternatief voor de Amerikaanse merken als Coca-Cola en Pepsi aan met name moslims. De naam bevat de schrijfwijze van het Arabische مكة المكرمة (Makkah al-Mukarramah, of "Mekka" of Brakka Cola) in het Latijns alfabet. De drank wordt geproduceerd en gedistribueerd door de Mecca Cola World Company.
Mecca-Cola werd gepresenteerd in Frankrijk in november 2002 door ondernemer Tawfik Mathlouthi, met als doel het helpen van Palestijnen door in te springen op behoeften voor vervangende producten in Europese landen. Zijn inspiratie kwam van het Iraanse merk Zam Zam Cola, dat al naam had gemaakt in Saoedi-Arabië en Bahrein. Hij besloot tot het starten van zijn nieuwe merk nadat hij met Zam Zam niet tot een overeenkomst kon komen voor de distributie van Zam Zam Cola.
Mecca-Cola wordt zowel in het Midden-Oosten als in delen van Europa verkocht. Hoewel het bedrijf in Frankrijk van start ging, verhuisde het naar Dubai in de Verenigde Arabische Emiraten.
Onderdeel van de bedrijfsfilosofie is de belofte om 10% van alle winst te doneren aan humanitaire projecten (zoals de bouw van scholen) in de Palestijnse Gebieden, en nog eens 10% aan goede doelen in de landen waar het product wordt verkocht. Het bedrijf zegt zelf dat het daarbij met name gaat om goede doelen voor het Palestijnse volk. Deze nietsverhullende leuze komt ook nog eens naar voren in de slogan van het bedrijf: No more drinking stupid, drink with commitment! Later is deze politiek enigszins afgezwakt en gaat meer algemeen 20% van de opbrengst naar goede doelen.
Op ieder blikje Mecca-Cola staat bovendien het verzoek om de drank niet te mengen met alcoholische dranken. Tevens staat een afbeelding van Israël als een Palestijnse staat.
Behalve cola verkoopt het bedrijf ook een aantal dranken met fruitsmaak onder dezelfde naam, Mecca-Cola. Het bedrijf was de sponsor van, en Mecca-Cola de officiële drank van, de top van de Organisatie voor Islamitische Samenwerking in oktober 2003 in Maleisië.